# Pressed Steel Company
Pressed Steel Company – brytyjskie przedsiębiorstwo zajmujące się produkcją nadwozi do samochodów osobowych. Istniało w latach 1926-1965.

## Historia
Zostało założone jako spółka Williama Morrisa – właściciela firmy Morris; Budd Company oraz inwestorów amerykańskich. Celem spółki miało być produkowanie na terenie Wielkiej Brytanii stalowych nadwozi do samochodów w oparciu o patenty zakładów Budd. Dzięki temu posunięciu Morris dążył do zdobycia przewagi konkurencyjnej nad innymi producentami. Z czasem William Morris przeniósł swoje udziały na spółkę Morris Motors Limited, a Budd sprzedał swoją część Anglikom. W latach trzydziestych spółka usamodzielniła się i stała się niezależnym producentem nadwozi, obsługując wiele brytyjskich marek, w tym konkurencyjnych wobec siebie jak Rolls-Royce, Rootes Group, Standard Triumph, Morris, Rover, czy Vauxhall. Współpracowała z zagranicznymi producentami takimi jak Volvo, czy Ford. Przez krótki okres składano również lodówki, lekkie samoloty Beagle Aircraft, a także działano w branży kolejowej.
W 1965 roku Pressed Steel Company zostało przejęte przez swojego kooperanta BMC. Po fuzji BMC z Jaguar Cars weszło w skład British Motor Holdings. Kolejno znalazło się w koncernie British Leyland Motor Corporation i British Leyland Limited. Po przejęciu Rover Group przez BMW w zakładach w Swindon montowany jest model BMW Mini.